# 張金用
張金用（朝鮮語: 장금용）は、高麗の将軍であり、朝鮮氏族の仁同張氏の始祖である。
張金用は、高麗時代に三重大匡の神虎衛上将軍を務めた。
張金用は、中国から渡来したとされる。